# Municipio de Austin (condado de Mecosta)
El municipio de Austin (en inglés: Austin Township) es un municipio ubicado en el condado de Mecosta en el estado estadounidense de Míchigan. En el año 2010 tenía una población de 1561 habitantes y una densidad poblacional de 16,86 personas por km².

## Geografía
El municipio de Austin se encuentra ubicado en las coordenadas 43°35′54″N 85°22′26″O / 43.59833, -85.37389. Según la Oficina del Censo de los Estados Unidos, el municipio tiene una superficie total de 92.6 km², de la cual 92,38 km² corresponden a tierra firme y (0,24 %) 0,22 km² es agua.

## Demografía
Según el censo de 2010, había 1561 personas residiendo en el municipio de Austin. La densidad de población era de 16,86 hab./km². De los 1561 habitantes, el municipio de Austin estaba compuesto por el 95,9 % blancos, el 0,7 % eran afroamericanos, el 0,45 % eran amerindios, el 0,26 % eran asiáticos, el 0,32 % eran de otras razas y el 2,37 % eran de una mezcla de razas. Del total de la población el 2,18 % eran hispanos o latinos de cualquier raza.